# وای‌آر۴-۲۰۲۴
سیارک وای‌آر۴–۲۰۲۴ (انگلیسی: 2024 YR4) سیارکی با قطر تخمینی ۴۰ تا ۹۰ متر (۱۳۰ تا ۳۰۰ فوت) است که به عنوان یک جرم نزدیک به زمین از نوع آپولو (که از مدار زمین عبور می‌کنند) طبقه‌بندی می‌شود. این جرم آسمانی از ۲۷ ژانویه تا ۲۰ فوریهٔ ۲۰۲۵ امتیاز برخورد ۳ در مقیاس تورینو داشت، با احتمال بیش از ۱ درصدی که در ۲۲ دسامبر ۲۰۳۲ با زمین برخورد کند. این احتمال تخمینی برخورد در ۱۸ فوریهٔ ۲۰۲۵ به ۳٫۱ درصد رسید، اما پیش‌بینی‌های بعدی از یک برخورد غیرمنتظره به زمین رسید رتبه تورینو سیارک را به صفر کاهش داد. این سیارک همچنان شانس کمی برای برخورد با ماه در سال ۲۰۳۲ را حفظ می‌کند.
سیارک وای‌آر۴–۲۰۲۴ توسط ایستگاه شیلیایی سیستم آخرین هشدار برخورد زمینی سیارک (ATLAS) در ریو وورتادو در ۲۷ دسامبر ۲۰۲۴ کشف شد. هنگامی که مشاهدات اضافی احتمال برخورد را بیش از ۱٪ نشان داد نخستین گام در پاسخ‌های دفاعی سیاره‌ای آغاز شد، که باعث شد داده‌های اضافی با استفاده از چندین تلسکوپ بزرگ و آژانس‌های فضایی مورد تأیید سازمان ملل متحد برای شروع برنامه‌ریزی کاهش تهدید سیارک جمع‌آوری شود.

## ویژگی‌های فیزیکی

### اندازه و جرم

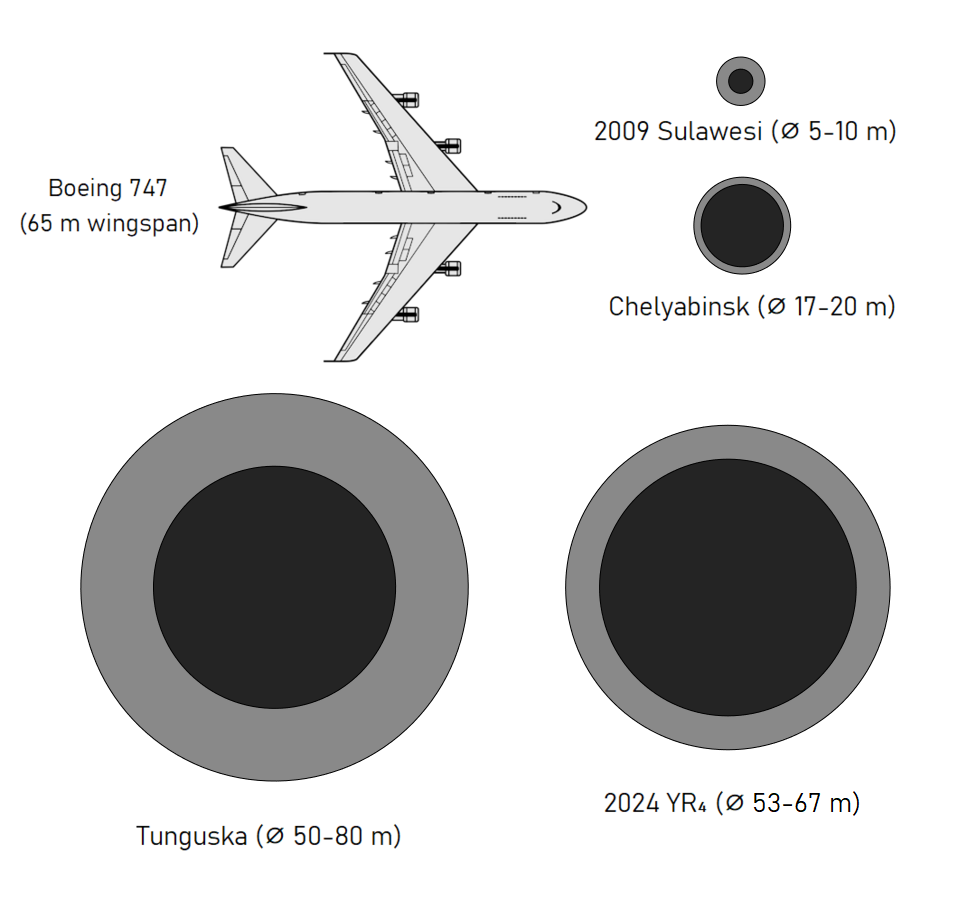
مقایسه تخمینی قطرهای وای‌آر۴–۲۰۲۴ و سایر سیارکهای (the 2009 Sulawesi superbolide, the 2013 شهاب سنگ چلیابینسک، and the 1908 Tunguska impactor), with a Boeing 747 shown for scale

قطر وای‌آر۴–۲۰۲۴ هنوز اندازه‌گیری نشده است، اما می‌توان آن را از روشنایی آن (قدر مطلق) با استفاده از طیف وسیعی از مقادیر قابل قبول برای بازتاب سطح آن (آلبدوی هندسی) تخمین زد.<ref
اگر وای‌آر۴–۲۰۲۴ بین ۵٪ تا ۲۵٪ از نور مرئی را بازتاب می‌دهد، همانگونه که اکثریت قریب به اتفاق سیارک‌های با آلبدوی اندازه نشان داده‌اند، قطر آن بین ۴۰ تا ۹۰ متر (۱۳۰ تا ۳۰۰ فوت) است.
برآورد ناسا قطر آن را ۵۵ متر (۱۸۰ فوت) برای آلبیدوی هندسی فرضی ۰٫۱۵۴ می‌داند.این تخمین‌ها وای‌آر۴–۲۰۲۴ را تقریباً به اندازه سیارکی که باعث رخداد تونگوسکا ۱۹۰۸ شد یا سیارک آهن نیکل که ۵۰۰۰۰ سال پیش دهانه شهاب سنگ را در آریزونا ایجاد کرد، نشان می‌دهد. [۱۹] وای‌آر۴–۲۰۲۴ به‌طور قابل توجهی کوچکتر از Dimorphos، هدف ضربه ای آزمایش تغییر جهت دوگانه سیارک ناسا (DART) در سال ۲۰۲۲ است. قطر و آلبدو وای‌آر۴–۲۰۲۴ را می‌توان با مشاهدات مستقیم مادون قرمز حرارتی، رصدهای راداری، تصویربرداری از فضا یا فضاپیمای یک ستاره محدودتر کرد. [۲۰]
جرم و چگالی 2024 YR ۴ اندازه‌گیری نشده است، اما جرم را می‌توان با چگالی فرضی و قطر فرضی تخمین زد. با فرض چگالی 2.6 g/cm 3 (1.5 oz/cu in)، [۲۱] که در محدوده چگالی سیارک‌های سنگی مانند 243 Ida ، [۲۲] با قطر فرضی ۵۵ متر (۱۸۰ فوت) است، جدول خطر Sentry جرمی ۸٫۹ × ۱۰۲ را تخمین می‌زند. پوند). [۸] هم چگالی مفروض و هم قطر استنباط‌شده، عدم قطعیت‌های زیادی در تخمین جرم دارند، که دومی غالب است زیرا حجم سیارک به مکعب قطر بستگی دارد.